# Ljungskål
Ljungskål (Godronia callunigera) är en svampart som tillhör divisionen sporsäcksvampar, och som först beskrevs av Petter Adolf Karsten, och fick sitt nu gällande namn av Petter Adolf Karsten. Ljungskål ingår i släktet Godronia, och familjen Helotiaceae. Arten är reproducerande i Sverige.